# Petr Švancara
Petr Švancara (Brno, 5 novembre 1977) è un ex calciatore ceco, di ruolo attaccante.

## Palmarès

### Club

#### Competizioni nazionali
- Coppa della Repubblica Ceca: 1

Slavia Praga: 2001-2002

### Individuale
- Capocannoniere della Fotbalová národní liga: 1

2002-2003 (20 reti)